# No Man of Her Own
 No Man of Her Own és una pel·lícula estatunidenca dirigida per Mitchell Leisen, estrenada el 1950 i 
protagonitzada per Barbara Stanwyck, John Lund, Phyllis Thaxter, Jane Cowl i Lyle Bettger.
Va ser la segona pel·lícula que feia amb director Mitchell Leisen i es basava en la novel·la de Cornell Woolrich I Married a Dead Man . Woolrich surt com William Irish en els crèdits d'obertura de la pel·lícula.

## Argument
Helen Ferguson (Stanwyck), embarassada i abandonada pel seu xicot, emprèn un llarg viatge de Nova York a San Francisco. Al tren coneixerà un jove matrimoni que també espera un fill i que es dirigeix a la casa dels rics pares d'ell. Però el tren descarrila.

## Repartiment
- Barbara Stanwyck: Helen Ferguson / Patrice Harkness
- John Lund: Bill Harkness
- Jane Cowl: Sra. Harkness
- Phyllis Thaxter: Patrice Harkness
- Lyle Bettger: Stephen 'Steve' Morley
- Henry O'Neill: M. Harkness
- Richard Denning: Hugh Harkness
- Carole Mathews: Irma
- Harry Antrim: Ty Winthrop
- Catherine Craig: Rosalie Baker
- Esther Dale: Josie
- Milburn Stone: Plainclothesman
- Griff Barnett: Dr. Parker
- Kathleen Freeman (no surt als crèdits): Clara Larrimore

## Rebuda de la crítica
El crítica cinematogràfic Bosley Crowther va ser dur en la seva ressenya de la pel·lícula, "perquè el fet és que és aquest conte esborronador i artificial, carrega amb situacions poc portades i deliberats clixés romàntics. I el guió que Sally Benson i Catherine Turney li havien preparat a partir d'una novel·la de William Irish (I Married a Dead Man) és un nyap."
La revista Variety era més optimista en la seva ressenya, "No Man of Her Own  combina un melodrama adult amb un melodrama, funciona amb la intensitat d'un serial, i d'altra banda és d'aquells drames que satisfan... Barbara Stanwyck fa una bona feina en retratar l'heroïna... i John Lund arrodoneix el seu paper com l'home que s'enamora d'una noia que resulta ser la vídua del seu germà mort. És una feina fina